# TVC Amstelveen
Top Volley Combinatie Amstelveen ist ein niederländischer Volleyball-Verein, dessen Frauen in der ersten niederländischen Liga (A-League) spielen.

## Geschichte
Der Verein wurde 2009 gegründet als Spielgemeinschaft der Frauenmannschaften von AMVJ Amstelveen und Martinus Amstelveen. Gleich in der ersten Saison 2009/10 wurde man niederländischer Meister.